# TUI Travel
TUI Travel plc était une société touristique d'envergure mondiale, née de la fusion de First Choice Holidays et de la section touristique de TUI AG. TUI Travel plc est coté à la bourse de Londres. Présente dans différents segments du marché, y compris comme voyagiste low-cost, elle est l'une des deux plus grandes entreprises touristiques européennes (2007) avec 30 millions de clients et 180 pays opérés.

## Histoire
La fusion entre TUI et First Choice fut communiqué le 19 mars 2007. TUI AG, qui est coté à Francfort, détient 51 % du nouvel ensemble. Les 49 % restants sont détenus par les anciens actionnaires de First Choice. La Commission européenne a autorisé la fusion le 4 mai 2007. En juin 2014, TUI Travel et TUI AG annonce leur intention de fusionner totalement. La fusion d'un montant de 8,4 milliards de dollars entre TUI Travel et TUI est annoncé en septembre 2014.
TUI Travel détient Jetaircenter, agence de voyages en Belgique.